# Flora Ofelia Hofmann Lindahl
Flora Ofelia Hofmann Lindahl (* 14. Juli 2005) ist eine dänische Sängerin und Schauspielerin. Sie ist auch als Flora Ofelia bekannt.

## Leben
Hofmann Lindahl wurde 2005 geboren und wuchs in Bisserup im Südwesten von Seeland auf. Ihr Vater Jesper Hofmann ist Komponist, Musikproduzent und Mitglied der Band Innocent Blood, ihre Mutter betreibt einen Friseurladen in Næstved. Sie besuchte die Grundschule Herlufsholm und später das Sankt Annæ Gymnasium in Kopenhagen.
2015 nahm sie am MGP Junior statt, ein Spin-Off für Kinder und Jugendliche des Dansk Melodi Grand Prix. Drei Jahre vorher trat ihre Schwester dort ebenfalls an. Hofmann Lindahl gewann den Wettbewerb mit dem Siegertitel Du Du Du Du. 2016 folgte die Single Fantastisk Fantasi, für das sie vom Preisgeld ein Musikvideo produzieren ließ. 2016 synchronisierte sie Sofie im dänischen Stop-Motion-Film Get Santa. 2018 folgte die Hauptrolle als Elfenmädchen Neia im Film Landet af glas.
Ihr Durchbruch gelang 2020 mit der Hauptrolle in der Fernsehserie Cry Wolf. Während des Drehs zog sie zu ihren Großeltern nach Vesterbro. Für ihre Darstellung der 14-jährigen Holly, die ihren Stiefvater in einem Schulaufsatz der häuslichen Gewalt bezichtigt hat, erhielt sie den Robert als beste Hauptdarstellerin in einer Fernsehserie (Robert Prisen for årets kvindelige hovedrolle – tv-seri). Mit ihren 15 Jahren war sie die jüngste Darstellerin, die mit dem Preis ausgezeichnet wurde.
Es folgte die Hauptrolle im Film As in Heaven, dem Debütfilm von Tea Lindeburg, eine Literaturverfilmung nach einem Roman von Marie Bregendahls Roman Eine Todesnacht. Dafür gewann sie die Silberne Muschel als weibliche Hauptdarstellerin (Concha de Plata a la mejor interpretación protagonista) beim Festival Internacional de Cine de San Sebastián.
2023 trat sie zusammen mit Trine Dyrholm im Thriller Birthday Girl auf.

## Filmografie
- 2016: Get Santa (Den magiske juleæske)
- 2018: Landet af glas
- 2020: Cry Wolf (Ulven kommer, Fernsehserie)
- 2021: As in Heaven (Du som er i himlen)
- 2023: Birthday Girl

## Diskografie

### Singles
- 2015: Du Du Du Du (DK: Gold)[8]
- 2016: Fantastisk Fantasi